# П'ятирижськ
П'ятири́жськ (каз. Пятирыжск) — село у складі Железинського району Павлодарської області Казахстану. Входить до складу Железинського сільського округу.
Населення — 184 особи (2021; 205 у 2009, 273 у 1999, 372 у 1989).
Національний склад станом на 1989 рік:
- росіяни — 68 %.